# Sataria maculata
Sataria maculata is een hooiwagen uit de familie Sclerosomatidae.